# Santa Maria dei Miracoli (Velence)
A Santa Maria dei Miracoli egy fogadalmi templom az olaszországi Velencében. 
A templomot Nicolò da Pietro 1409-ben festett csodatévőnek tartott, a Madonnát és a Gyermeket ábrázoló ikonjának szentelték. Az egész épület egy ékszerdobozra emlékeztet, mintha a csodatévő ikon foglalata lenne. Az 1481 és 1489 között Pietro Lombardo tervei alapján emelt templom a velencei kora reneszánsz építészet egyik legszebb alkotása. Az Amadi család jelentős összeget adományozott az építkezéshez, így a munkálatokat felügyelő Francesco di Marco Zen a díszítéshez drága márványokat vásárolhatott. A templom legfőbb jellegzetessége a nagy fantáziával kialakított színes márványborítás. Elhelyezkedése csaknem egyedülálló Velencében, mind a négy oldala szabadon van, teljesen körüljárható. Építésekor erre nagy figyelmet fordítottak, minden oldalát egyformán, gazdagon díszítették. A Rio dei Miracoli csatorna felőli oldala úgy tűnik, mintha egyenesen a vízből emelkedne ki. Az eredeti tervekben nem szerepelt az apszis, a későbbi, jelentős összegű felajánlások tették lehetővé kialakítását 1485-től. A templom felszentelésére 1489-ben került sor. Ugyanebben az évben egy kolostort is építettek a muranói klarissza apácák számára, amelyet 1810-ben majdnem teljesen leromboltak.
A kétszintes homlokzatot korinthoszi félpillérek tagolják, a bejárat fölötti lunettában elhelyezett Madonna-szobor Giorgio Lascaris görög szobrász alkotása. A félköríves oromzat két szélén egy-egy imádkozó angyal szobra látható, az oromzat tetejére egy Krisztus-szobrot helyeztek el. A homlokzat összhangban áll az épület szerkezetével, a két szint a bejárat és a fölötte lévő apácák kórusának felel meg, míg a félkörív alakú pedimentum a dongaboltozatra utal.
Az épület belseje egyhajós, dongaboltozatú, csarnokszerű tér, a főhajóhoz csatlakozó kupolás kórussal. A megemelt szentélyhez egy tizennégy fokból álló lépcső vezet fel. A szentély előtti domborművekkel gazdagon díszített ív ókori diadalívre emlékeztet. A szentély valószínűleg azért került ilyen magasra, mert el kellett helyezni az eredeti tervekben nem szereplő sekrestyét is. A szentélyhez vezető lépcső előtt kétoldalt állnak Szent Ferenc és Szent Klára szobrai, Girolamo Campagna művei. A lépcső tetején Szent Ferenc, Szent Klára, Gábriel arkangyal és Szűz Mária mellszobrait Tullio Lombardo készítette. A főoltárt egy áttört korlát fogja körül, két oldalán Alessandro Vittoria művei, Szent Péter és Szent Antal apát bronzszobrai állnak. A kazettás mennyezeten ötven próféta és szent mellszobra látható. A szobrok 1528-ban készültek, alkotójukat eddig nem tudták egyértelműen azonosítani, valószínűleg a trevisoi Pier Maria Penacchi munkái. A mennyezet legnagyobb festménye, egy ismeretlen 16. századi festő alkotása a Madonnát ábrázolja Szent Ferenc és Szent Klára társaságában. A bejárat fölött található a templom orgonája és a klarissza apácák kórusának galériája, amelyet eredetileg egy híd kötött össze az utca túloldalán álló kolostorral.
Az épületen az első nagy helyreállítási munkákat 1883 és 1887 között végezték, ekkor a márványburkolat egy részét kicserélték, majd 1988 és 1998 között kívül-belül ismét restaurálták.

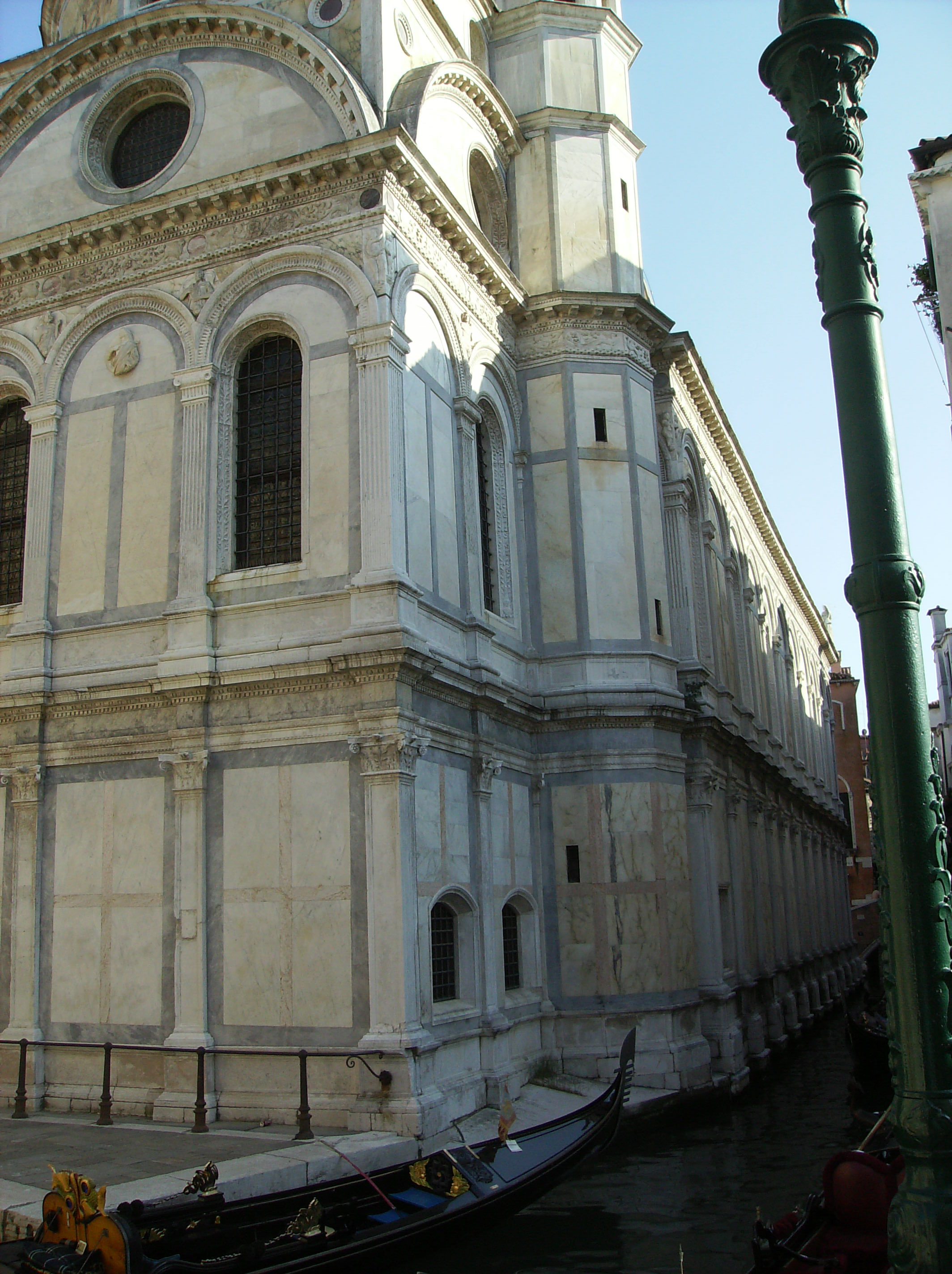
A templom Rio dei Miracoli felé eső oldala
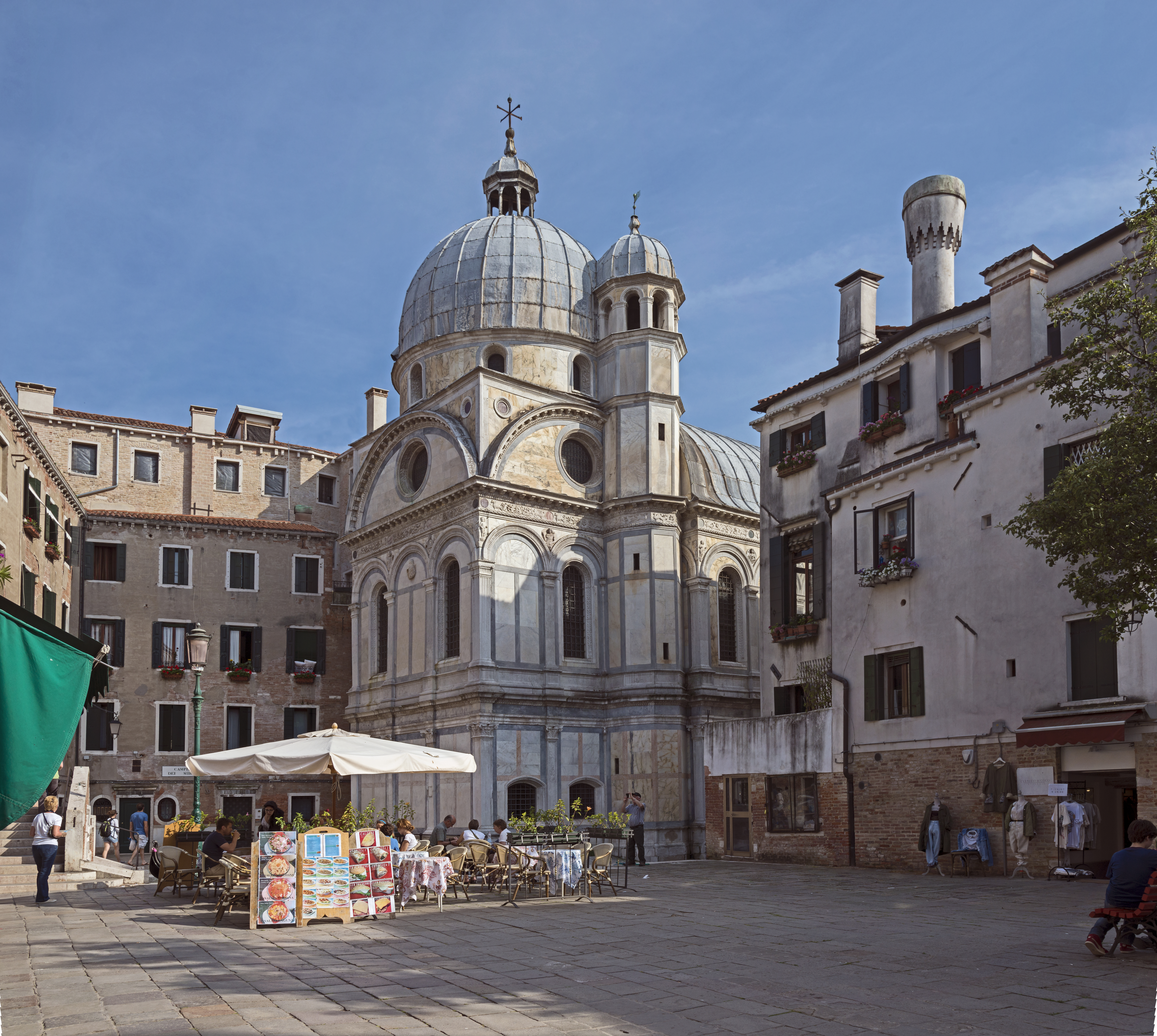
Az apszis
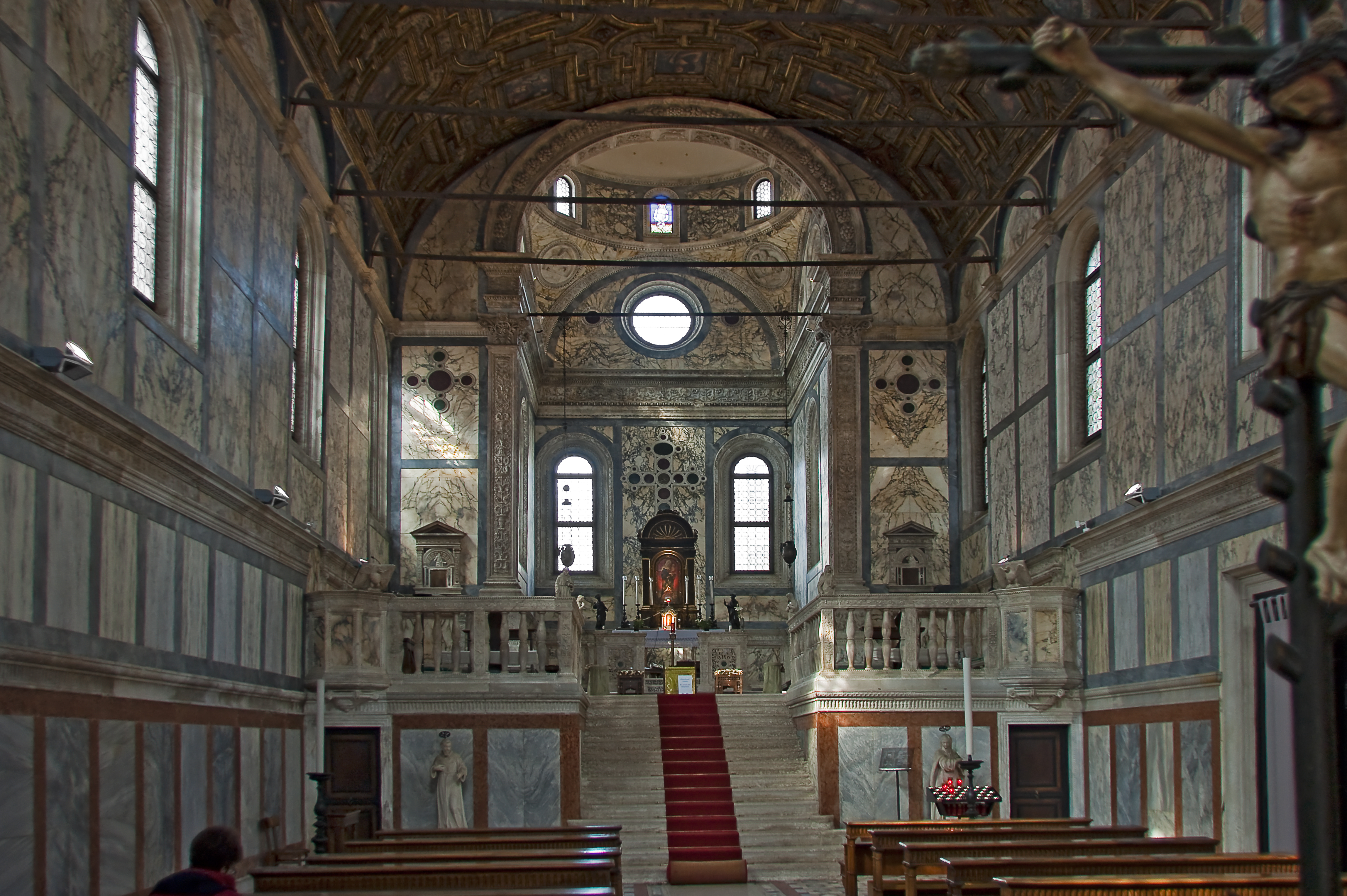
A belső tér